# Basilica del Sacro Cuore Immacolato di Maria
La basilica del Sacro Cuore Immacolato di Maria è una delle chiese di Roma. Dedicata al culto del Cuore Immacolato di Maria, questa basilica fu costruita nel XX secolo in piazza Euclide.

## Storia
La costruzione della chiesa iniziò nel 1923, grazie a donazioni della comunità italiana canadese. Fu disegnata dall'architetto Armando Brasini, che le diede una pianta a croce greca inscritta in un circolo e una elaborata facciata. Nel tempo il progetto subì numerose varianti, soprattutto a causa dell'elevato costo dei materiali che indusse Brasini a semplificarne le forme.
Nel 1936 la cripta fu consacrata e affidata alla congregazione dei "Missionari figli del Sacro Cuore Immacolato di Maria", anche detti Clarettiani. Nel 1951 venne terminato il tamburo, che ha sostituito la grande cupola prevista dal progetto ma mai realizzata. A fianco della chiesa fu invece edificato un ampio fabbricato multipiano, destinato agli uffici parrocchiali e ad offrire ricovero ai sacerdoti dell'ordine di S. Antonio Maria Claret.
Papa Giovanni XXIII la elevò al rango di basilica minore nel maggio 1959; nel febbraio 1965 papa Paolo VI la rese chiesa titolare col titolo di “Sacro Cuore di Maria”. La chiesa è inoltre sede parrocchiale, istituita il 10 maggio 1936 con il decreto del cardinale vicario Francesco Marchetti Selvaggiani Apostolica impulsus.
Monsignor Óscar Romero, arcivescovo, martire di El Salvador, proclamato Santo il 14 ottobre 2018, vi celebrò la sua prima messa nel 1942, appena ordinato sacerdote nel campus del Collegio Pio Latino.

## Descrizione

### Esterno
All'esterno essa presenta un ampio pronao, sorretto da colonne in travertino e sormontato da un frontone con la dedicazione della basilica. Lungo tutto il perimetro esterno della grandiosa costruzione, vi sono ben 28 colonne tuscaniche. Le fiancate laterali e la parte esterna dell'abside sono movimentate da lesene in travertino e nicchie semicircolari vuote. Di quella che sarebbe dovuta diventare la grandiosa cupola non resta che lo zoccolo del tamburo in mattoni con quattro piccole finestre quadrate con cornici in marmo.

### Interno
L'interno è un misto di croce greca e di croce latina, con quattro grandi cappelle laterali ed un ampio nartece iniziale. Le cappelle, a pianta ottagonale e illuminate ognuna da una lanterna, sono dedicate a san Giuseppe (prima a destra), al santissimo Sacramento (seconda a destra), al perpetuo suffragio (prima a sinistra) e alla Madonna di Pompei (seconda a sinistra). In quest'ultima cappella sono esposti i bozzetti del Brasini delle statue dei quattro evangelisti che avrebbero dovuto ornare l'esterno della chiesa, ma che poi non furono mai realizzate. Il battistero si trova in fondo al nartece, sulla destra, ed accoglie due dipinti dell'armeno Gregorio Sciltian (1900-1985), raffiguranti San Giovanni Battista che battezza Gesù e Angeli e simbologia battesimale.
L'ampia abside è introdotta dall'arco trionfale sorretto da due colonne corinzie. Al centro di essa vi è l'altare maggiore, sormontato da un mosaico che raffigura il Cuore di Maria, affiancato da due angeli marmorei a grandezza naturale. Il tabernacolo, di carattere monumentale, riproduce la facciata della basilica.
Sempre all'interno si trovano gli affreschi del pittore romano Federico Morgante.
Nella cripta sono esposti quadri poliscenici di Fulgenzio Martinez con la rappresentazione di diversi episodi del Nuovo Testamento.
Nella basilica si trova l'organo a canne Mascioni opus 689, costruito nel 1954 e collocato in tre nicchie nell'abside, dietro l'altare maggiore. Lo strumento, a trasmissione elettrica, dispone di 49 registri; la consolle, ha di tre tastiere e pedaliera concavo-radiale.